# Albemarle Hotel

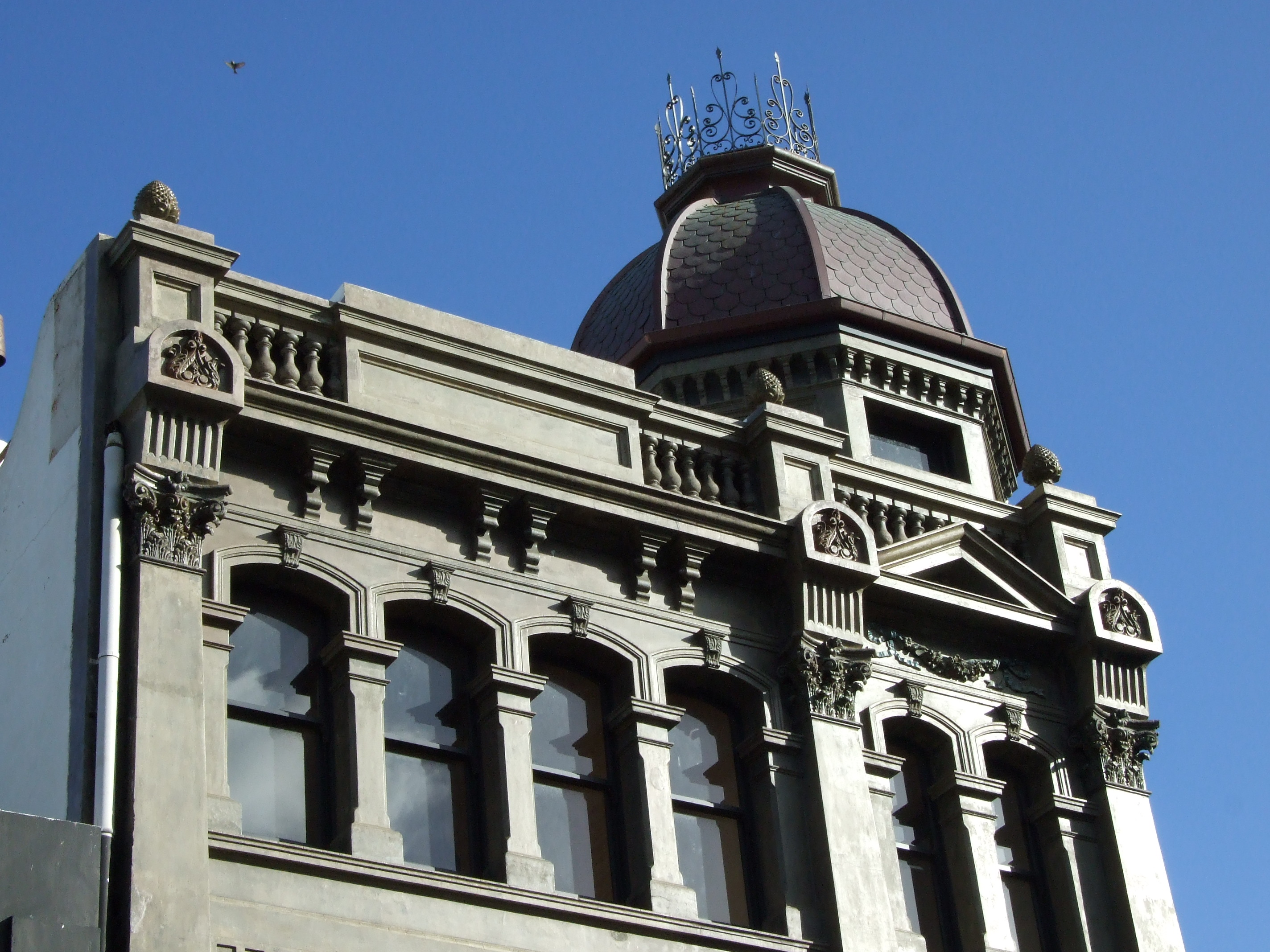
Albemarle Hotel

Das Albemarle Hotel  ist ein historisches Bauwerk in der Ghuznee Street 59 im neuseeländischen Wellington. Es wurde am 28. Juni 1984 vom New Zealand Historic Places Trust unter Nummer 3633 als Historic Place Category II eingestuft.
Das Gebäude wurde 1906 von James Bennie als Hotel errichtet.